# Calyptraeotheres pepeluisi
Calyptraeotheres pepeluisi is een krabbensoort uit de familie van de Pinnotheridae. De wetenschappelijke naam van de soort is voor het eerst geldig gepubliceerd in 2010 door E. Campos & Hernández-Ávila.